# Emesis ares
Emesis ares is een vlindersoort uit de familie van de prachtvlinders (Riodinidae), onderfamilie Riodininae.
Emesis ares werd in 1882 beschreven door W. Edwards.